# Huangnan

Huangnan (rot) in der chinesischen Provinz Qinghai

Der autonome Bezirk Huangnan der Tibeter (chinesisch 黄南藏族自治州, Pinyin Huángnán Zàngzú Zìzhìzhōu, Tibetisch: རྨ་ལྷོ་བོད་རིགས་རང་སྐྱོང་ཁུལ་; Wylie-Transliteration: Rma-lho Bod-rigs rang-skyong-khul) liegt im Osten der chinesischen Provinz Qinghai und ist der tibetischen Kulturregion Amdo zuzurechnen. Die tibetische Bezeichnung lautet Malho. Sein Verwaltungssitz („Hauptstadt“) ist die Großgemeinde Rongwo (隆务镇 Longwu zhen) im Rebkong-Tal. Huangnan hat eine Fläche von 17.909 km² und 276.215 Einwohner (Stand: Zensus 2020).

## Administrative Gliederung
Huangnan setzt sich aus einer kreisfreien Stadt, zwei Kreisen und einem autonomen Kreis zusammen (Stand: Zensus 2020):
- Stadt Tongren (同仁市), Hauptort: Großgemeinde Rongwo (隆务镇), 3.191 km², 101.519 Einwohner;
- Kreis Jainca (尖扎县), Hauptort: Großgemeinde Magitang (马克唐镇), 1.555 km², 58.173 Einwohner;
- Kreis Zêkog (泽库县), Hauptort: Großgemeinde Zêqu (泽曲镇), 6.574 km², 75.659 Einwohner;
- autonomer Kreis Henan der Mongolen (河南蒙古族自治县), Hauptort: Großgemeinde Yêgainnyin (优干宁镇), 6.713 km², 40.864 Einwohner.

## Ethnische Gliederung der Bevölkerung (2000)
Beim Zensus im Jahr 2000 hatte Huangnan 214.642 Einwohner (Bevölkerungsdichte: 11,98 Einw./km²).
| Name des Volkes | Einwohner | Anteil  |
| --------------- | --------- | ------- |
| Tibeter         | 142.360   | 66,32 % |
| Mongolen        | 29.071    | 13,54 % |
| Hui             | 16.411    | 7,65 %  |
| Han             | 16.194    | 7,54 %  |
| Tu              | 8.445     | 3,93 %  |
| Salar           | 1.530     | 0,71 %  |
| Sonstige        | 631       | 0,31 %  |